# ألبرت تورنبول
ألبرت تورنبول (بالإنجليزية: Albert Turnbull)‏ (29 أكتوبر 1866 - 29 نوفمبر 1929) هو لاعب كريكت نيوزلندي.